# Mobipocket
Mobipocket là một phần mềm dùng để cập nhật các trang tin điện tử và đọc báo trên máy tính cá nhân, trên các thiết bị cầm tay, rất phổ biến dùng cho các máy PDA.
Mobipocket có nhiều phiên bản và tất cả đều là miễn phí trên trang chủ của Mobipocket. Những người muốn sử dụng có thể tải về và cài đặt miễn phí, hãng chỉ nhắm đến việc bán các eBook trên trang chủ.
Các tiện ích của phần mềm này bao gồm:
- Tải về và đọc eBook.
- Đặt và cập nhật tin từ bất kỳ trang tin điện tử nào có dịch vụ RSS, sau đó đọc trên PC hoặc PDA.

Phần mềm này có tất cả các phiên bản cho các loại hệ điều hành như XP, Vista, MacOS.
Cũng có các phiên bản cho gần như tất các thiết bị cầm tay dùng hệ điều hành Windows Mobile, Palm, Symbian Os, BlackBerry.
Phần mềm cũng cho phép liên kết với từ điển số.